# Coupe du monde de cyclisme sur route 1991
Navigation
Édition précédente Édition suivante
La Coupe du monde de cyclisme 1991 est la troisième édition de la Coupe du monde de cyclisme sur route.

## Épreuves
| Date         | Course                       | Pays        | Vainqueur           | Équipe                |
| ------------ | ---------------------------- | ----------- | ------------------- | --------------------- |
| 23 mars      | Milan-San Remo               | Italie      | Claudio Chiappucci  | Carrera Jeans-Tassoni |
| 7 avril      | Tour des Flandres            | Belgique    | Edwig Van Hooydonck | Buckler               |
| 14 avril     | Paris-Roubaix                | France      | Marc Madiot         | R.M.O                 |
| 21 avril     | Liège-Bastogne-Liège         | Belgique    | Moreno Argentin     | Ariostea              |
| 27 avril     | Amstel Gold Race             | Pays-Bas    | Frans Maassen       | Buckler               |
| 4 août       | Wincanton Classic            | Royaume-Uni | Eric Van Lancker    | Panasonic             |
| 10 août      | Classique de Saint-Sébastien | Espagne     | Gianni Bugno        | Gatorade              |
| 18 août      | GP de Zürich                 | Suisse      | Johan Museeuw       | Lotto                 |
| 15 septembre | Grand Prix de la Libération  | Pays-Bas    | Buckler             | Buckler               |
| 6 octobre    | Grand Prix des Amériques     | Canada      | Eric Van Lancker    | Panasonic             |
| 13 octobre   | Paris-Tours                  | France      | Johan Capiot        | TVM Sanyo             |
| 19 octobre   | Tour de Lombardie            | Italie      | Sean Kelly          | Festina               |
| 26 octobre   | Grand Prix des Nations       | Italie      | Tony Rominger       | Toshiba               |

## Classements finals

### Individuel
L'Italien Maurizio Fondriest, de l'équipe Panasonic, remporte le classement individuel. Avec 132 points, il devance le Français Laurent Jalabert (121 points) et le Danois Rolf Sørensen (114 points). Aucun de ces trois coureurs n'a remporté de manche de la Coupe du monde. Cette particularité motive un changement du barème des points l'année suivante.
| Position | Coureur             | Équipe          | Points |
| -------- | ------------------- | --------------- | ------ |
| 1        | Maurizio Fondriest  | Panasonic       | 132    |
| 2        | Laurent Jalabert    | Toshiba         | 121    |
| 3        | Rolf Sørensen       | Ariostea        | 114    |
| 4        | Edwig Van Hooydonck | Buckler         | 94     |
| 5        | Marc Madiot         | R.M.O           | 71     |
| 6        | Frans Maassen       | Buckler         | 70     |
| 7        | Franco Ballerini    | Del Tongo       | 66     |
| 8        | Adrie van der Poel  | Tulip Computers | 57     |
| 9        | Dirk De Wolf        | Tonton Tapis    | 52     |
| 10       | Phil Anderson       | Motorola        | 51     |

### Par équipes
| Position | Équipe    | Points |
| -------- | --------- | ------ |
| 1        | Panasonic | 107    |
| 2        | Buckler   | 87     |
| 3        | PDM       | 65     |
| 4        | Ariostea  | 50     |
| 5        | Lotto     | 46     |